# Cimitirul Vyšehrad
Fondat în 1869 pe terenul Castelului Vyšehrad din Praga, Cehia, Cimitirul Vyšehrad (în cehă Vyšehradský hřbitov) este locul de veci al multor compozitori, artiști, sculptori, scriitori și personalități din lumea științei și politicii. Piesa centrală a cimitirului este marele mormânt Slavín, proiectat de Antonín Wiehl.

## Prezentare generală

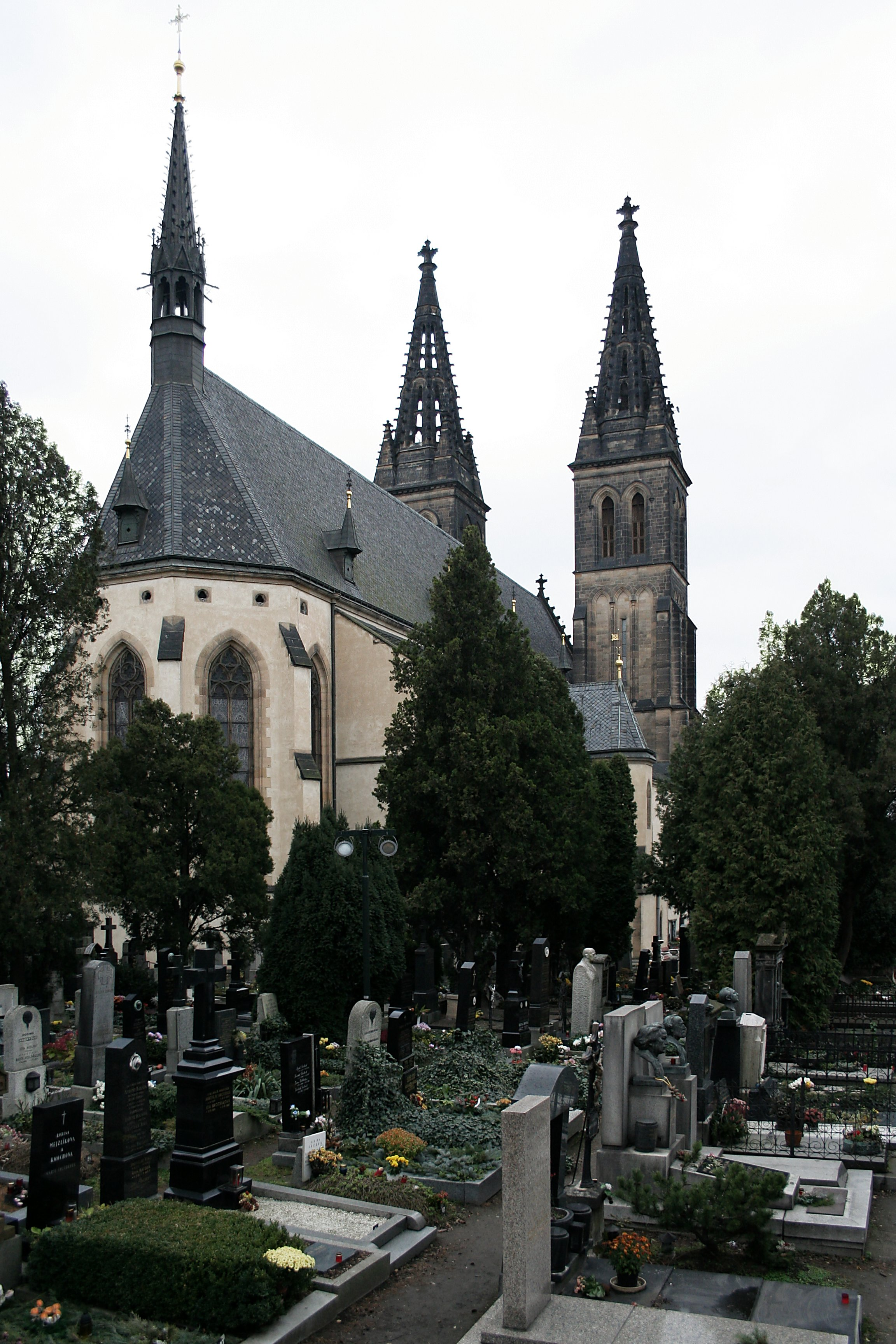
Biserica „Sf. Petru și Pavel” din Vyšehrad

Cimitirul Vyšehrad se află lângă Biserica „Sf. Petru și Pavel” din Vyšehrad și este cimitir național încă din secolul al XIX-lea, vizitat de numeroși turiști.
În partea estică a cimitirului se află mormântul comun al unor personalități cehe – Slavín, proiectat de Antonín Wiehl⁠(d). La intrarea dinspre vest se află o secțiune separată unde sunt înmormântate călugărițe (ursuline, redemptoriste⁠(d) și franciscane de la Biserica „Sfântul Bartolomeu”⁠(cs)[traduceți]).
Suprafața cimitirului este de 0,81 hectare. Pe proprietate se află o capelă și o morgă.
Cimitirul Vyšehrad este administrat de organizația caritabilă Cimitire și Servicii Funerare ale orașului Praga, Administrația Cimitirului Vinohrady.

## Istorie

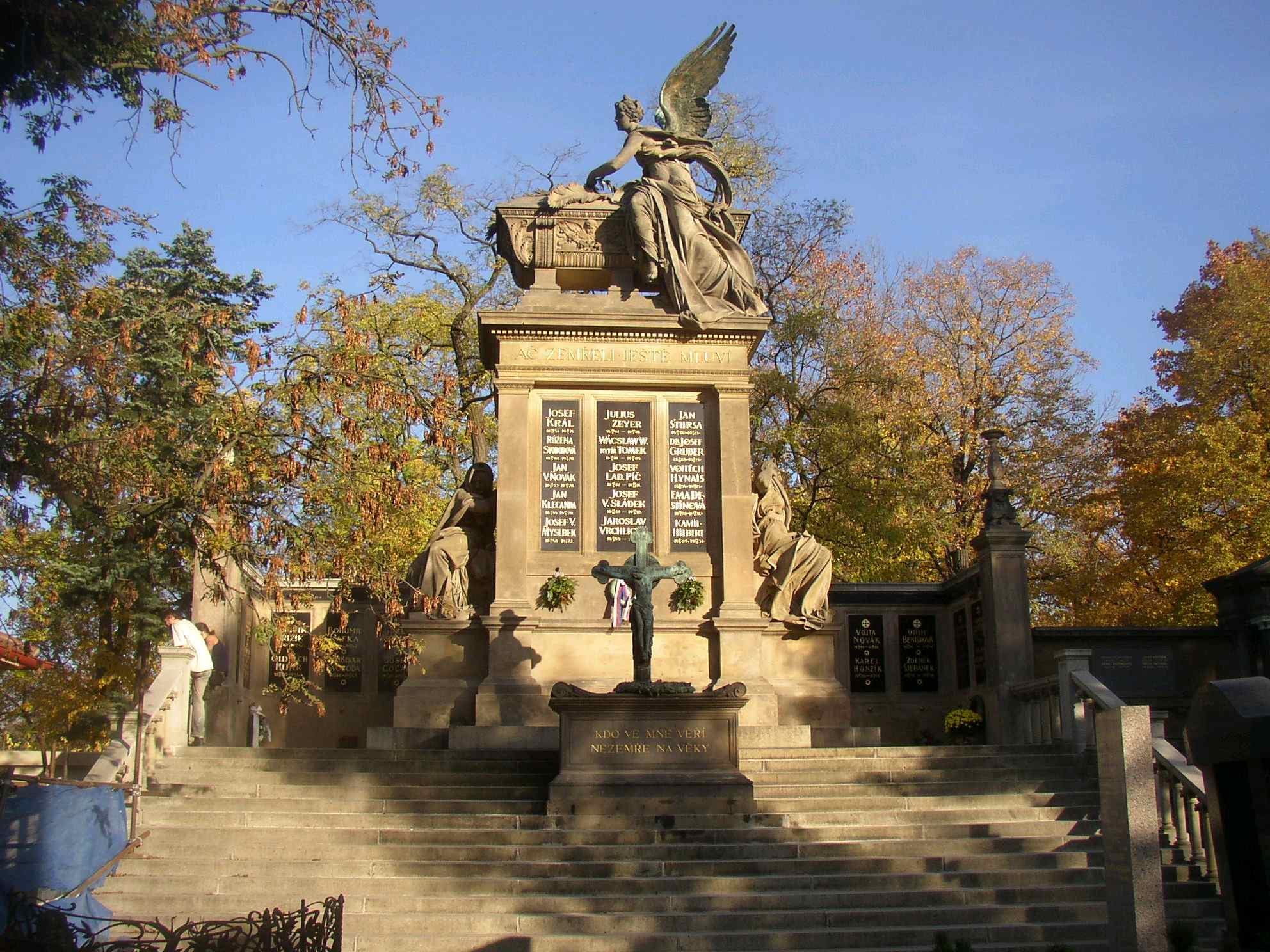
Slavin - Mormântul comun al marilor personalități naționale

În acest loc se afla un cimitir încă din secolul al XIII-lea. Cimitirul a fost o excepție printre cimitirele din Praga, deoarece înmormântările au fost permise aici printr-un decret special din 1785, cu toate că alte cimitire din apropierea bisericilor din oraș au fost închise din motive igienice.

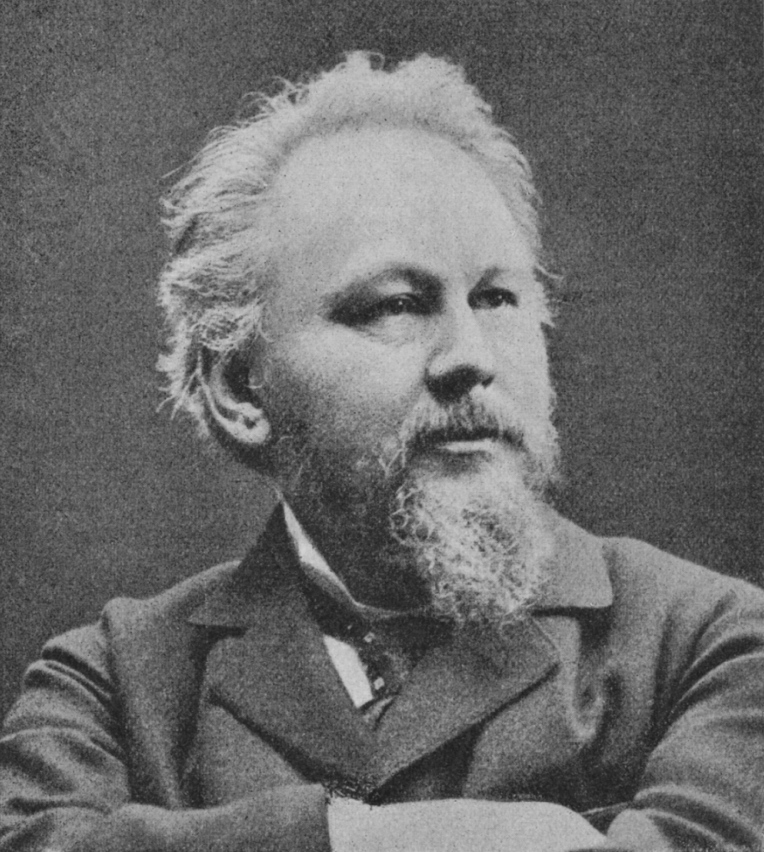
Arhitectul Antonín Wiehl

Transformarea cimitirului într-un loc de veci național a fost propusă de politicianul František Ladislav Rieger⁠(d) și a fost în principal opera lui Václav Štulc, membru al filialei din Vyšehrad, în 1869. În 1887, la capetele de nord și de vest ale cimitirului au fost construite arcade neorenascentiste, proiectate de arhitectul Antonín Wiehl. În anii 1889–1893, în Slavín a fost construit un mormânt comun pentru cele mai importante figuri ale culturii, artei, științei și tehnologiei cehe. Arhitectul a fost din nou Wiehl, iar Josef Mauder⁠(d) a fost autorul sculpturilor.
La 7 mai 1939, a avut loc la cimitirul Vyšehrad a doua înmormântare a poetului Karel Hynek Mácha, care a devenit o manifestare națională în primele zile ale ocupației naziste din Ținuturile Cehe, chiar înainte de începerea celui de-Al Doilea Război Mondial.

## Înmormântări notabile
În aprilie 2021, lista celor îngropați în cimitirul Vyšehrad conținea 403 personalități. Dintre aceste personalități, primul născut a fost preotul romano-catolic și poetul Antonín Marek (1785-1877), iar primul înmormântat a fost virtuosul violonist Josef Slavík⁠(d) (1806 - 1833). Un total de 3 personalități au fost înmormântate aici între anii 1833–1849, 55 între anii 1852–1900, 132 între anii 1901–1950, 194 între anii 1951–2000 și 19 după anul 2000. Nu sunt incluse aici persoanele din casa domnitoare de Přemyslid (Vratislau al II-lea - primul rege al Boemiei în 1085 - și alții), înmormântate în cripta Přemyslidă, care făcea parte din Biserica „Sf. Petru și Pavel”.
Mulți cehi notabili au fost înmormântați în cimitirul Vyšehrad, inclusiv:
- Zdeněk Miler (1921-2011), animator
- Mikoláš Aleš (1852–1913), pictor
- Karel Ančerl (1908–1973), dirijor al Orchestrei Filarmonicii Cehe și al Orchestrei Simfonice din Toronto
- Josef Bican (1913–2001), fotbalist
- Josef Čapek (1887–1945), pictor și scriitor (cenotaf)
- Karel Čapek (1890–1938), scriitor
- Antonin Chittussi⁠(d) (1847–1891), pictor
- Emmy Destinn⁠(d) (Ema Destinnová, 1878–1930), cântăreață de operă
- Antonín Dvořák (1841–1904), compozitor[9]:#3716
- Ludmila Dvořáková  (1923–2015) cântăreață de operă
- Petr Eben (1929–2007), compozitor și organist
- Zdeněk Fibich (1850–1900), compozitor
- Antonín Benjamin Svojsík (1876–1938), fondator al cercetășiei în Cehoslovacia
- Eduard Haken⁠(d) (1910–1996), bas de operă
- Jaroslav Heyrovský (1890–1967), Fondatorul polarografiei, câștigător al Premiului Nobel
- Milada Horáková (1901–1950), medic, victimă a proceselor înscenate ale Partidului Comunist Cehoslovac din anii 1950 (cenotaf)
- František Hrubín⁠(d) (1910–1971), scriitor și poet, prieten al lui Jaroslav Seifert
- Ivan Jandl⁠(d) (1937–1987), actor
- Rafael Kubelík⁠(d) (1914–1996), dirijor şi compozitor
- Vilém Kurz⁠(d) (1872–1945), pianist și profesor de pian
- Karel Hynek Mácha (1810–1836), poet romantic
- Hana Mašková (1949–1972),  patinatoare artistică ce a reprezentat Cehoslovacia, medaliată olimpică
- Waldemar Matuška (1932–2009), actor și cântăreț de șlagăre
- Alphonse Mucha (1860–1939),  artist vizual, pictor și artist decorator ceh, care a excelat în stilul Art Nouveau[9]:#9155
- Josef Václav Myslbek (1848–1922), sculptor
- Jan Neruda (1834–1891), poet și scriitor
- Božena Němcová (1820–1862), scriitoare cehă din faza finală a mișcării Renașterea Națională Cehă, autoare a romanului Babička (Bunicuța)
- Zdeněk Nejedlý⁠(d) (1878–1962), muzicolog, critic și politician comunist
- František Ondříček⁠(d) (1857–1922), violonist și compozitor
- Otakar Ostrčil⁠(d) (1879–1935), compozitor și dirijor al Teatrului Național
- Zdenka Procházková⁠(d) 1926–2021, actriță
- Jan Evangelista Purkyně (1787–1869), anatomist și fiziolog, cunoscut pentru efectul Purkinje, imaginile Purkinje  și celulele Purkinje
- Jana Rybářová⁠(d) (1936–1957), actriță
- Ladislav Šaloun⁠(d) (1870–1946), sculptor Art Nouveau
- Olga Scheinpflugová⁠(d) (1902–1968), actriță și soția lui Karel Čapek
- Václav Smetáček⁠(d) (1906–1998), compozitor și oboist
- Bedřich Smetana (1824–1884), compozitor
- Pavel Štěpán⁠(d) (1925–1998), pianist și profesor de pian
- Ilona Štěpánová-Kurzová⁠(d) (1899–1975), pianist și profesor de pian
- Josef Suk (1929–2011), violonist și nepot al compozitorului Josef Suk
- Max Švabinský (1873–1962), pictor
- Vladislav Vančura (1891–1942), scriitor și realizator de film de avangardă
- Helena Zmatlíková⁠(d) (1923–2005), ilustrator
- Vítězslav Hálek (1835–1874), poet și scriitor